# پرئونه
پرئونه (به ایتالیایی: Preone) یک کومونه در ایتالیا است که در استان اودینه واقع شده‌است. پرئونه ۲۲٫۴ کیلومتر مربع مساحت و ۲۹۲ نفر جمعیت دارد.